# Tsuanalandia
Tsuanalandia fue un bantustán situado en la región de Aminuis, en la frontera con Botsuana, en el este de África del Sudoeste (actual Namibia), destinado por el gobierno sudafricano del apartheid para constituir una patria (homeland) que albergaría a los miembros de la etnia tsuana.

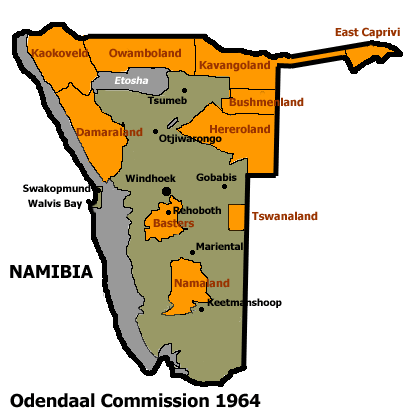
Bantustanes en el territorio de África del Sudoeste con Tsuanalandia al noreste del país.

Su creación fue producto de la política de desarrollo separado que el gobierno de Sudáfrica implementó como parte de su sistema de apartheid durante la ocupación y administración de la antigua colonia alemana de África del Sudoeste. La premisa principal detrás de su creación fue la de dedicar un área de territorio reservada exclusivamente para los tsuana, donde éstos pudieran desarrollarse en forma aislada de las zonas reservadas a los blancos.
La región ocupó un área de 1554 km 2 y, según el Reporte Odendaal publicado en 1964, contaba con una población de 10 000 habitantes para esa época. La lengua más hablada en esta región era el tsuana (también llamado setsuana), el cual pertenece al grupo de lenguas bantúes.
Tsuanalandia, como otras patrias en África del Sudoeste, fue abolida en mayo de 1989, al iniciarse la transición hacia la independencia de Namibia.